# Абрикосова, Анна Ивановна
А́нна Ива́новна Абрико́сова (монашеское имя — Екатерина; 22 декабря 1881, Москва — 23 июля 1936 года, там же) — терциарий Доминиканского ордена, деятельница Римско-католической церкви.

## Семья и образование
Родилась в старинной купеческой семье, традиционно принадлежавшей к Русской православной церкви. Отец Иван Алексеевич Абрикосов (1853—1882), мать Анна Дмитриевна, урождённая Арбузова (1855—1882). Родители рано умерли: мать — рожая Анну, отец — десятью днями позже. Анна и её четверо братьев воспитывались в семье дяди — Николая Алексеевича Абрикосова. 
Брат Дмитрий - русский дипломат, в 1921—1925 годах возглавлял старое российское посольство в Японии.
Брат Алексей - врач-патологоанатом. 
Анна Ивановна окончила Первую женскую гимназию в Москве (1899; с золотой медалью), Гайртон-колледж Кембриджского университета (Англия, 1903), где изучала историю.

## Принятие католичества
Вышла замуж за своего кузена Владимира Владимировича Абрикосова. В 1905-1910 годах супруги путешествовали по европейским странам — Франции, Италии и Швейцарии. В это время заинтересовалась католичеством. Большое влияние на неё оказал «Диалог» святой Екатерины Сиенской, чтение которого привлекло её внимание к доминиканской духовности. В 1908 году перешла в католичество в Париже, в следующем году католиком стал и её супруг. Они желали практиковать латинский обряд, однако Папа Римский посчитал, что Абрикосовы должны придерживаться восточного обряда.
В 1910 году супруги Абрикосовы вернулись в Москву и стали активно заниматься распространением католичества, организуя на своей квартире собрания на религиозные темы с участием интеллигенции. Супруги материально поддерживали бедных детей-католиков, обучавшихся в различных учебных заведениях. Анна Абрикосова занималась переводом трудов католических, в основном доминиканских, богословов на русский язык. В 1911 году она вступила в новициат Третьего ордена доминиканцев (с именем Марии Екатерины Сиенской), в 1912 году её примеру последовал и супруг. В 1913 году во время поездки в Рим они принесли обеты и стали членами этого ордена; также они получили аудиенцию у Папы Римского.

## Создание доминиканской общины
Вернувшись в Россию, Анна Абрикосова основала в Москве женскую общину Третьего доминиканского ордена. Официально она оформилась в 1917 году; кроме Анны Абрикосовой (сестры Марии Екатерины Сиенской; её называли матерью Екатериной), ставшей старшей сестрой, в неё вошли пять женщин. В 1917 году супруги принесли обет целомудрия, после чего Владимир Абрикосов был рукоположён в священники митрополитом Андреем Шептицким. В их квартире совершились богослужения русского католического прихода византийского обряда в честь Рождества Пресвятой Богородицы. В монашеской общине практиковался аскетизм, ежедневно служилась литургия. В то же время сёстры, входившие в её состав, занимались учёбой, переводческой и катехизаторской деятельностью, благотворительностью. Несмотря на тяжёлые времена гражданской войны и экономической разрухи, община не только продолжала существовать, но и численно увеличилась. В 1921 году в её составе были 15 сестёр.
В 1920-1922 годах в доме Абрикосовых проходили собеседования представителей католической и православной церквей, в которых участвовали и московские интеллигенты. Такая деятельность была сочтена контрреволюционной, и Владимир Абрикосов в 1922 году был выслан за границу. Мать Екатерина могла выехать вместе с ним, но не хотела оставлять созданную ей общину, которая в 1923 году была официально принята в Доминиканский орден. Духовным окормлением общины занимался русский католический священник Николай Александров. Мать Екатерина читала лекции на церковные темы и продолжала заниматься переводческой деятельностью, её активность привела к увеличению числа русских католиков.

## Арест и тюремное заключение
11 ноября 1923 года мать Екатерина и половина сестёр общины были арестованы, позднее их судьбу разделили почти все остальные сёстры и многие московские католики. Они были обвинены в создании контрреволюционной организации, передаче информации в Ватикан о преследованиях верующих в СССР, а также в обучении детей религии. Мать Екатерина первоначально содержалась в одиночной камере Внутренней тюрьмы ГПУ на Лубянке, а спустя четыре месяца была переведена в Бутырскую тюрьму, где смогла встретиться с сёстрами. В её жизнеописании сказано, что сильная и цельная личность матери Екатерины вызывала невольное уважение даже у советских следователей, перед которыми она ясно и безбоязненно излагала свои христианские взгляды. На вопросы, которые могли быть опасны для других, мать Екатерина не отвечала. Следователи отметили монашескую дисциплину в общине и единомыслие сестёр.
19 мая 1924 года мать Екатерина была приговорена к 10 годам тюремного заключения, находилась в Тобольской тюрьме, в которой первоначально содержалась в одной камере с уголовными заключёнными. Однако тюремное начальство, видя уважение, которое эти женщины испытывали к доминиканке, перевели её в одиночную камеру. В 1929—1932 годах она содержалась в Ярославском политическом изоляторе, отличавшемся очень строгим режимом. На редких встречах с другими заключёнными во время прогулок старалась их ободрить — известно, что под её влиянием один молодой человек отказался от намерения совершить самоубийство.
В жизнеописании матери Екатерины, написанном Павлом Парфентьевым, приводится свидетельство священника Теофила Скальского, также содержавшегося в изоляторе. Он сообщал, что она никогда не жаловалась на лишения и говорила, что была счастлива страдать за Христа и Церковь, высказывала готовность снова принять эти страдания, если это будет угодно Богу. В тюрьме она всегда сохраняла спокойствие и человеческое достоинство, много молилась и размышляла над Священным Писанием, отказалась отречься от своей веры.

## Временное освобождение, новый арест и кончина
В мае 1932 года была переведена в Москву в больницу Бутырской тюрьмы, где ей сделали операцию в связи с раком груди, после чего она стала инвалидом. В это время впервые подала прошение об облегчении условий содержания в тюрьме, в которой, впрочем, просила лишь вернуть её обратно в одиночную камеру Ярославского политизолятора. Однако по просьбе Польского Красного Креста (инициированного католическим епископом Пием Эженом Невё), она была 14 августа 1932 года досрочно освобождена из заключения по состоянию здоровья.

После освобождения мать Екатерина поселилась в Костроме, откуда, несмотря на тяжёлую болезнь, приезжала в Москву, где участвовала в тайных встречах интересовавшейся религией молодёжи, которые организовывала Камилла Крушельницкая. В это же время отказалась от предложения покинуть СССР, несмотря на возможность нового ареста, который и произошёл 5 августа 1933 года в Костроме. Её обвинили в создании антисоветской организации и руководстве ею, антисоветской пропаганде и связи с русской комиссией Конгрегации по делам Восточной Церкви. На допросе заявила о том, что является сторонницей политических свобод: 
Считаю себя приверженцем демократической христианской партии, ставящей своей целью осуществление идеалов буржуазно-демократического внесословного парламентаризма. В советской системе находит своё выражение, в частности, политика террора и угнетения личности. В СССР осуществляется и проводится диктатура коммунистической партии над народом.
 (Советская по своему духу формулировка «буржуазно-демократический», возможно, принадлежит записывавшему показания следователю).
19 февраля 1934 года коллегия ОГПУ осудила её на восемь лет лишения свободы.
Мать Екатерина была вновь отправлена в Ярославский политизолятор. Несмотря на обращения правительств ряда стран и дальнейшее ухудшение состояния здоровья, она так и не была освобождена. В июне 1936 года вновь переведена в больницу Бутырской тюрьмы, где в следующем месяце скончалась.

## Беатификация
В 2003 году начался официальный процесс беатификации (причисления к лику блаженных) матери Екатерины (Анны Абрикосовой).